# 17 Carat
17 Carat – debiutancki minialbum południowokoreańskiej grupy Seventeen, wydany 29 maja 2015 roku przez Pledis Entertainment i dystrybuowany przez LOEN Entertainment. Płytę promował singel „Adore U” (kor. 아낀다).
Minialbum ukazał się w dwóch edycjach: cyfrowej i fizycznej. Sprzedał się w nakładzie 81 879 egzemplarzy w Korei Południowej (stan na wrzesień 2017 r.).

## Lista utworów
| Nr | Tytuł                           | Słowa                                  | Kompozycja                   | Aranżacja                      | Czas |
| -- | ------------------------------- | -------------------------------------- | ---------------------------- | ------------------------------ | ---- |
| 1. | "Shining Diamond"               | Woozi, S.Coups, Vernon, Kim Min-jeong  | Woozi, MasterKey, Rishi      | MasterKey, Rishi               | 3:24 |
| 2. | "Adore U" (kor. 아낀다 Akkinda) | Woozi, Vernon, S.Coups, Bumzu          | Woozi, Bumzu, Yeon Dong-geon | Woozi, Bumzu, Yeon Dong-geon   | 3:07 |
| 3. | "Ah Yeah"                       | Woozi, S.Coups, Wonwoo, Mingyu, Vernon | Cream Doughnut, Rishi        | Cream Doughnut, Rishi          | 3:29 |
| 4. | "Jam Jam"                       | Woozi, Hoshi, Dino, Vernon             | Woozi, Cream Doughnut        | Cream Doughnut                 | 3:25 |
| 5. | "20"                            | Woozi, Dong Ne-hyeong                  | Woozi, Won Yeong-heon        | Won Yeong-heon, Dong Ne-hyeong | 3:23 |

## Notowania
| Lista                    | Pozycja |
| ------------------------ | ------- |
| Gaon Weekly Album Chart  | 4       |
| Gaon Monthly Album Chart | 7       |
| Billboard World Albums   | 8       |
| Five Music (Tajwan)      | 17      |